# Pittura colta
Pittura colta è un movimento artistico italiano teorizzato agli inizi degli anni ottanta dal critico d'arte Italo Mussa nell'ambito del postmodernismo come contraltare alla transavanguardia.
Con pittura colta s'intende un ritorno alla pittura in chiave postmodernista che, rifiutando ogni facile sperimentalismo, si propone un rigore sia nella ricerca della forma che nelle tecniche di esecuzione. Inoltre i motivi di ispirazione delle arti figurative sono rivolti alla citazione e al recupero di suggestioni letterarie, storiche, archeologiche con esiti che possono raggiungere valenze surreali o metafisiche.
Negli stessi anni Maurizio Calvesi parlava di "anacronismo" (termine coniato in origine dall'artista Franco Piruca) e il critico Italo Tomassoni di "ipermanierismo" per indicare fenomeni simili a quelli individuati da Italo Mussa. Nel 1986 Giuseppe Gatt avrebbe parlato invece di "nuova maniera italiana".
Della corrente pittura colta hanno fatto parte i pittori Alberto Abate, Roberto Barni, Ubaldo Bartolini, Carlo Bertocci, Lorenzo Bonechi, Marco Bussagli, Franco Corrocher, Cesare Di Narda, Gian Paolo Dulbecco, Gerard Garouste, Omar Galliani e Carlo Maria Mariani. 
Tra i nuovi aderenti alla Pittura Colta si annovera il pittore Giuseppe Frascaroli.